# Oliver Hunziker

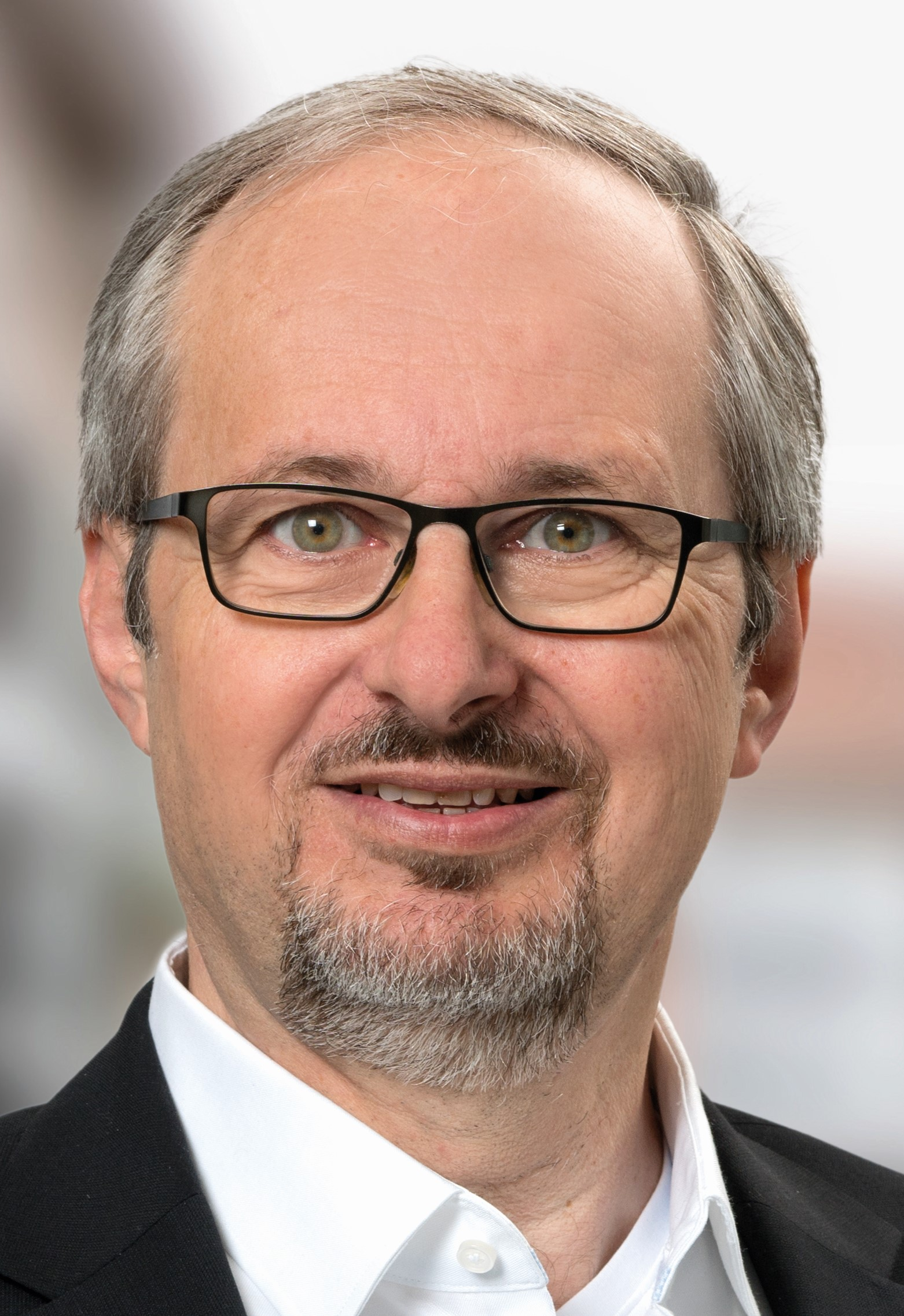
Oliver Hunziker

Oliver Hunziker (* 5. September 1965 in Zürich) ist ein Vertreter der Schweizer Väterbewegung und Gründer des ersten Männer- und Väterhauses in der Schweiz.

## Leben
Beruf
Hunziker studierte Informatik und Jura an der ETH Zürich und an der Universität Zürich. Er arbeitet als IT-Consultant in Zürich.
Von 1990 bis 2002 führte er ein eigenes Unternehmen.
2002 legte er sein Unternehmen mit jenem eines langjährigen Geschäftspartners zusammen.
Dieses kombinierte Unternehmen fusionierte 2006 mit einem Elektrounternehmen in Zürich.
2020 kauften die beiden langjährigen Geschäftspartner den ICT-Teil wieder heraus und gründeten die RN IT-Unit AG in Zürich.
Das Unternehmen beschäftigt aktuell 11 Mitarbeiter, bei einem Frauenanteil von knapp 40 %.
Ehrenamtliche Tätigkeiten
2005 wurde er Präsident des Vereins VeV Schweiz und gründete 2008 den Dachverband GeCoBi (Schweizerische Vereinigung für gemeinsame Elternschaft), dessen Präsidium er seither bekleidet.
Im Jahr 2009 gründete er im Rahmen des VeV Schweiz das erste Männer- und Väterhaus der Schweiz ZwüscheHalt.
Er führte die Organisation als Präsident bis Juni 2020.
Im Jahre 2011 lancierte er die landesweit bekannte Aktion SchickEnStei – eine politische Aktion, welche zum Ziel hatte, eine Verzögerung der gemeinsamen elterlichen Sorge zu verhindern. Das neue Gesetz über die gemeinsame elterliche Sorge wurde im Juli 2014 eingeführt.
Im Rahmen seines Mandates für den VeV Schweiz wurde er 2011 Aktivmitglied bei Pro Familia Schweiz.
In den Jahren 2011 und 2012 nahm er an den Verhandlungen am runden Tisch im Bundeshaus teil – zur Neuregelung der elterlichen Sorge sowie des Unterhaltsrechts.
Seit 2014 ist er Vizepräsident des internationalen Rates für gemeinsame Elternschaft ICSP. 2015 wurde er Mitglied der CVP, der heutigen Partei "die Mitte Schweiz".
Er war von 2016 bis 2023 Präsident der Mitte Bezirk Lenzburg,
Seit 2016 ist er Delegierter der Mitte Aargau sowie Mitglied der Arbeitsgruppe Familienrecht der Mitte Schweiz.
Er kandidierte 2016 für das Aargauer Kantonalparlament und erreichte dabei den zweiten Platz.
Im April 2017 wurde er zum Mitglied der Parteileitung der CVP Aargau gewählt.
Ausserdem wurden im Juni 2017 unter seiner Leitung zwei weitere Männer- und Väterhäuser in der Schweiz eröffnet.
Er wurde im September 2017 zum Vorstandsmitglied von Pro Familia Schweiz gewählt.
Von 2017 bis zur Auflösung der Stiftung 2023 war er Mitglied im Stiftungsrat der Fondation M mit Sitz in Zürich.
Im Herbst 2019 kandidierte er für die CVP Aargau als Nationalrat, wurde jedoch nicht gewählt.
Im Herbst 2020 kandidierte er für die CVP Bezirk Lenzburg als Grossrat, wurde jedoch nicht gewählt.
Im Herbst 2021 kandidierte er für die umbenannte Partei Die Mitte als Einwohnerrat in Lenzburg, wurde jedoch nicht gewählt.
Seit 2017 ist er Mitglied im Kiwanis-Club Zürich-Enge, 2021–2022 amtete er dort als Präsident.
2023 wurde er Vorstandsmitglied im neu gegründeten Verein Gleichstellung Aargau.
Hunziker ist geschieden, hat zwei erwachsene Söhne und lebt in einer Patchworkfamilie. Er wohnt seit 1999 im Kanton Aargau, davon 8 Jahre im Seetal und seit 2014 in Lenzburg.

## Positionierung
Hunziker hat die Väterbewegung in der Schweiz maßgeblich geprägt und Einfluss auf die politische und gesellschaftliche Entwicklung rund um Trennung und Scheidung und Kinderbelange genommen. Durch zahlreiche Medienauftritte und Podiumsdiskussionen hat er für die Anliegen der Väterbewegung geworben. Er trug dazu bei, die Diskussion um häusliche Gewalt auch auf männliche Opfer häuslicher Gewalt auszudehnen.
Hunziker sieht sich nur bedingt als Vertreter der Männerbewegung, für ihn stehen in erster Linie das Verhältnis zwischen den Geschlechtern im Vordergrund, insbesondere das Verhältnis nach Trennung oder Scheidung. Sein Fokus liegt dabei hauptsächlich auf der Situation der Kinder, daraus leitet er seine politischen Forderungen für den Umgang der getrennt lebenden Eltern miteinander ab.
Hunziker wurde insbesondere zu Beginn seiner Tätigkeit von Exponentinnen der Frauenbewegung stark kritisiert. Man warf ihm Nähe zur antifeministischen Männerrechtsbewegung vor, von der er sich jedoch distanzierte.